# 齊瑟河
54°1′55.4″N 13°44′40.6″E / 54.032056°N 13.744611°E

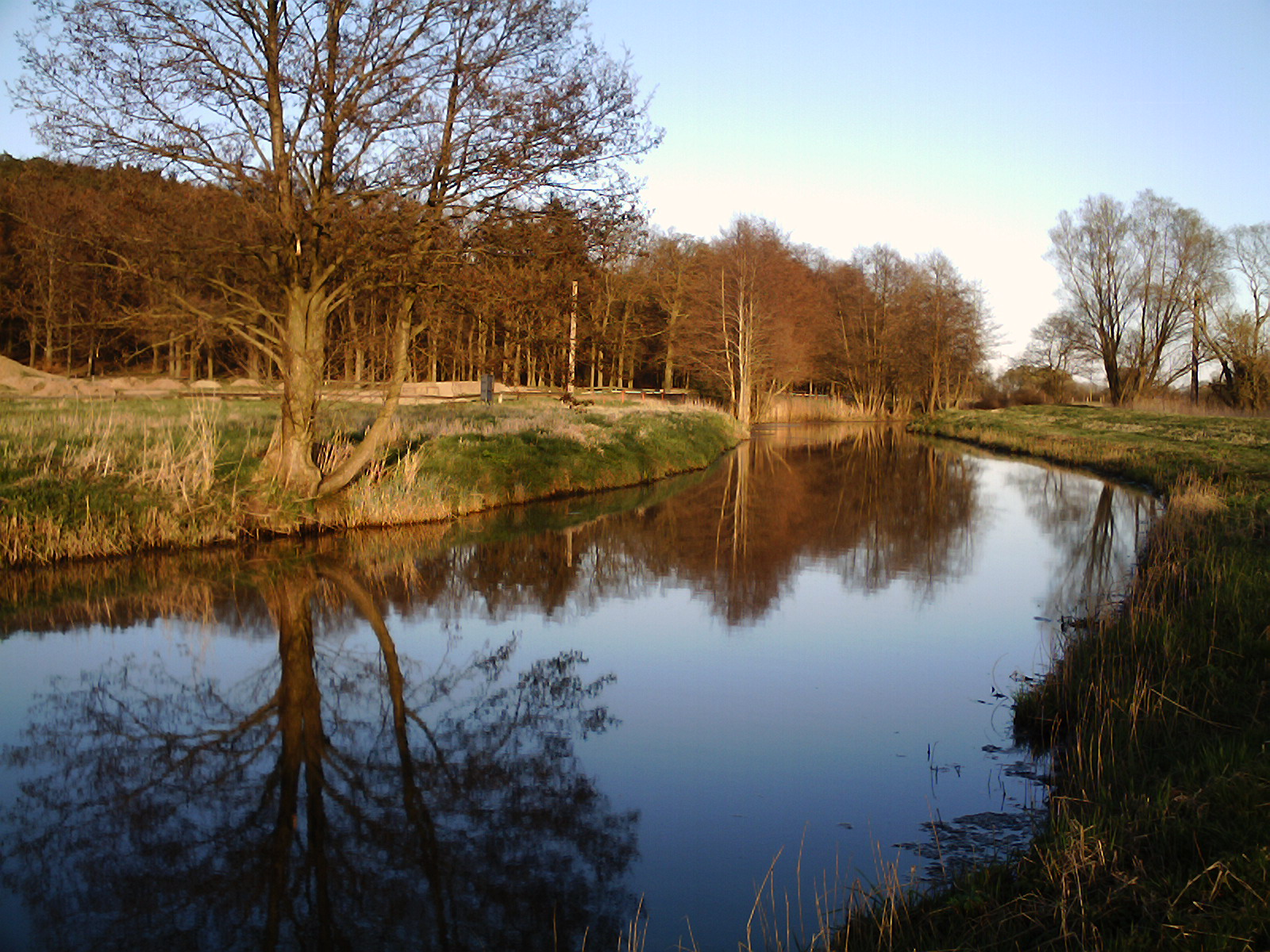
齊瑟河

齊瑟河（德語：Ziese），是德國的河流，位於該國東北部，由梅克倫堡-前波美拉尼亞州負責管轄，河道全長20公里，河口處在格賴夫斯瓦爾德附近。